# Jelašnica (Zaječar)
Pour les articles homonymes, voir Jelašnica.
Jelašnica (en serbe cyrillique : Јелашница) est un village de Serbie situé sur le territoire de la ville de Zaječar, district de Zaječar. Au recensement de 2011, il comptait 99 habitants.

## Démographie
| 1948 | 1953 | 1961 | 1971 | 1981 | 1991 | 2002 | 2011 |
| ---- | ---- | ---- | ---- | ---- | ---- | ---- | ---- |
| 275  | 274  | 278  | 267  | 219  | 158  | 153  | 99   |

|  |